# Jumilla (DO)
Pour les articles homonymes, voir Jumilla.
Jumilla est une dénomination d'origine protégée (DOP) espagnole (équivalent espagnol de l'A.O.C appellation d'origine contrôlée) créée en 1966. Son règlement actuel a été approuvé par ordonnance le 10 novembre 1995 et modifié par ordonnance le 18 avril 2001.
Ses niveaux de production de raisin varient entre cinquante et soixante-dix millions de kilos par an, pour un volume en vin d'environ quarante millions de litres par millésime.

## Situation et emplacement

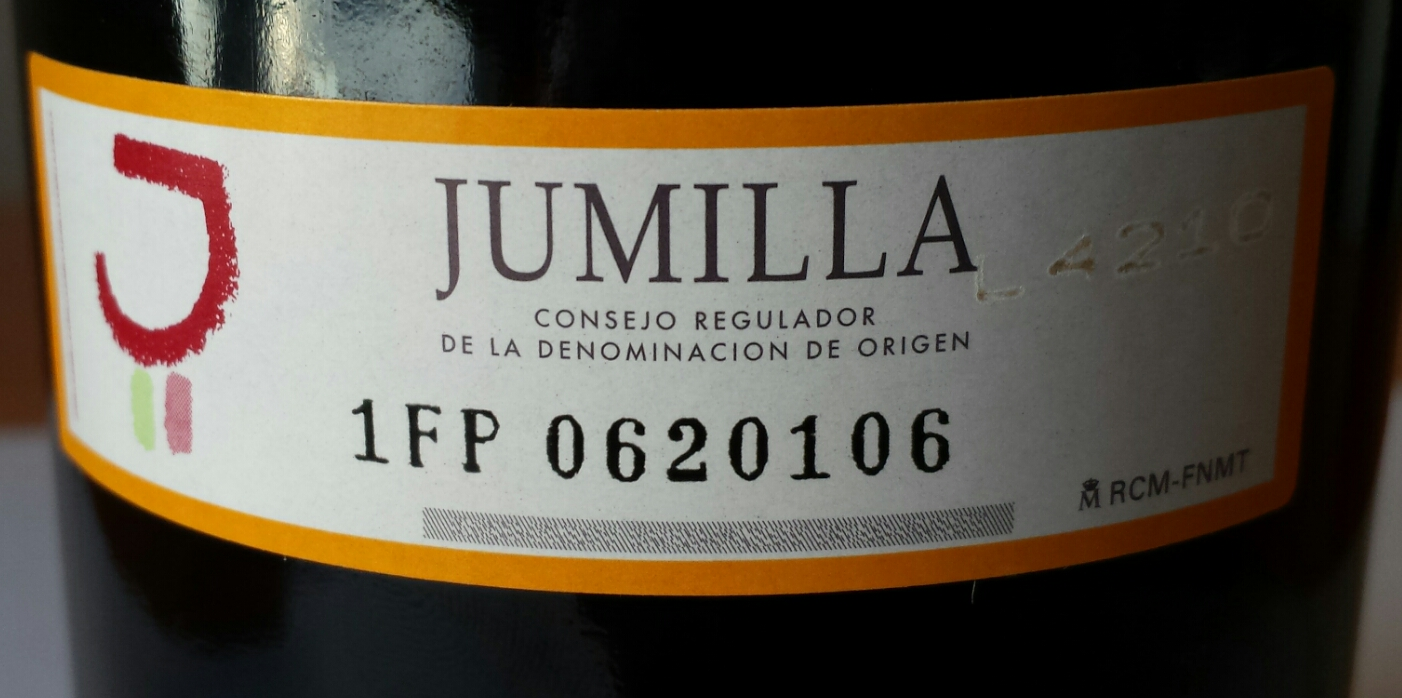
Étiquette de la DO Jumilla.

La DOP Jumilla se situe à l'extrême sud-est de la province d'Albacete, qui comprend les communes de Montealegre del Castillo, Fuente-Álamo, Ontur, Hellín, Albatana et Tobarra et le nord de la province de Murcie, avec la commune de Jumilla, qui donne son nom à cette Denominación de Origen Protegida. La région dans laquelle s'établit la DOP Jumilla constitue un territoire de transition entre la plaine de la Mancha et les doux terroirs méditerranéens du Levante. La zone de production de la DOP comprend des territoires d'altitude, les cultures de vigne allant de 320 à 900 mètres. Actuellement le vignoble représente près de 22 700 hectares, dont 40 % se trouvent dans la province de Murcie et les 60 % restants dans celle d'Albacete.

## Climat
Le climat, malgré la proximité de la mer Méditerranée, présente des traits clairement continentaux : semi-aride, avec à peine 300 litres par mètre carré de pluie moyenne annuelle, répartie de manière irrégulière, avec une majorité d'averses, parfois torrentielles qui surviennent en automne et, de manière plus occasionnelle, au cours du mois d'avril.
Des températures maximales en été surpassent quelquefois les 40 °C, et en hiver on peut enregistrer des températures allant jusqu'à −10 °C. La température moyenne annuelle est de 16 °C. La DOP Jumilla bénéficie d'un ensoleillement très important, avec 3 000 heures de soleil par an, de vents constants qui nettoient le vignoble, ainsi que d'une humidité moyenne annuelle de 60,4 %.

## Sol
Les sols de l'appellation sont argileux, argilo-calcaires et calcaires, généralement à forte capacité hydrique et à perméabilité moyenne. Cela permet aux vignes de survivre dans des conditions de sécheresse prolongée, en faisant bon usage de l'eau disponible. Les sols sont pauvres en matière organique, leur structure ne permet pas la propagation du phylloxéra, ils ont un pH élevé et une faible salinité et ont une texture limoneuse et sablo-limoneuse qui leur donne une bonne aération.
D'autre part, il s'agit de sols allochtones qui se sont développés sur des dépôts calcaires transportés par les formations montagneuses environnantes de la fin du Tertiaire (Miocène - Pliocène) et du début du Quaternaire (Pléistocène).

## Encépagement
Le cépage principal est le Monastrell, (ou Mourvèdre) qui représente près de 70 % du vignoble de la DOP Jumilla. La culture de ce cépage est en partie imposée par les conditions climatiques et orographiques de la région, puisque le Monastrell est le cépage le mieux adapté à un climat aride et très ensoleillé.

### Cépages rouges
- Monastrell
- Tempranillo
- Syrah
- Alicante Bouschet
- Grenache
- Cabernet sauvignon
- Merlot
- Petit verdot

### Cépages blancs
- Airén
- Macabeu
- Sauvignon blanc
- Muscat blanc à petits grains
- Chardonnay
- Pedro ximénez
- Verdejo
- Malvasía

## Le monastrell, cépage autochtone
D'origine espagnole, le monastrell (ou mourvèdre) est un cépage aux serments épais et courts, aux entre-nœuds de longueur moyenne et ayant peu de branches ; sa feuille a un limbe pentagonal et est trilobée.
Les grappes sont de taille petite à moyenne, relativement compactes, avec une peau épaisse remplie de composants aromatiques qui seront ensuite transférés dans le vin. Les baies sont sphériques et de taille moyenne, de couleur bleu-noir, avec une peau épaisse à forte teneur en pruine et riche en anthocyanes ; la chair est très charnue et molle, avec une faible teneur en tanins.
Il s'agit d'un cépage rustique et très résistant à la sécheresse, nécessitant un bon ensoleillement. Il est relativement sensible au mildiou et à l'oïdium, et très résistant à l'excoriose, à la pourriture grise et à la pyrale ; et surtout, il est très résistant au phylloxéra.

## Typologies des vins
Cinq types de vins sont élaborés dans la DOP Jumilla, où la production de cépages autochtones prime : les vins rouges, les vins rosés, les vins blancs, les vins doux et les vins de liqueur.
Le Monastrell, originaire de la région, est le protagoniste principal dans les vins rouges, bien que ceux-ci soient complétés avec des cépages tels que la syrah, le cabernet sauvignon ou l'alicante Bouschet entre autres. Ces vins, surtout les plus jeunes, se caractérisent par un nez très expressif, un fruit très présent (fruits noirs, fruits mûrs, cerise, fraise, groseille), une robe intense, généralement intensément pourpre aux reflets violacés. En bouche, ils sont puissants et structurés, avec des tanins vifs et résistants.
Les vins élevés en barriques de chêne, montrent l'élégance du bois, ils sont savoureux, charnus, aromatiques et complexes.
Les vins rosé s'obtiennent principalement à partir du Monastrell, par pressurage de ce raisin et de courtes macérations de la pulpe et de la peau ; ce sont des vins nets et brillants, aux tons très attrayants comme le rose, le framboise, le cerise, avec des nuances violacées. En termes d'arômes, ils sont élégants, fruités et floraux, conservant les arômes du cépage, et en bouche ils sont charnus, savoureux et frais, avec une bonne longueur.
Les vins blancs sont brillants et très nuancés, avec des tonalités allant du jaune verdâtre au jaune-pâle, aux arômes fruités, citriques et frais. En bouche ils sont vibrants, très frais, légers et équilibrés.
Les vins doux naturels et vins de liqueur sont des vins traditionnels très qualitatifs. Brillants, denses et d'une robe intense, ils apportent des arômes de fruits mûrs, une acidité équilibrée, une bonne texture et ont une bonne longueur en bouche.

## Œnotourisme
La DOP Jumilla permet de se plonger dans la culture, la tradition et les habitudes d'un territoire viticole aux racines profondes. Il est possible de visiter ses caves et de connaître le processus d'élaboration du vin pas à pas, de se promener dans le vignoble et dans les parcs naturels, de se loger dans un environnement rural et de déguster la gastronomie de la région. Les différentes communes qui la composent sont dotées d'un certain patrimoine historique, culturel et naturel.

## Concours de qualité des vins de la DOP Jumilla
Le Certamen de Calidad Vinos DOP Jumilla, est un concours de qualité des vins de la DOP, né en 1994. Il est un outil permettant d'encourager les vignerons à l'embouteillage de leurs vins de qualité. Presque toutes les bodegas de la DOP y participent. Pendant deux jours de dégustation à l'aveugle, les échantillons présentés dans chacune des huit catégories sont analysés par un jury d'experts issus de la presse spécialisée, d'associations d'œnologues et de différentes structures publiques auxquelles cette appellation est liée. Cela confère au concours une identité, car l'avis du jury est le reflet fidèle des exigences du marché en matière de qualité.